# Округ Фернас (Небраска)
Фернас (енгл. Furnas County) је округ у америчкој савезној држави Небраска.

## Демографија
По попису из 2010. године број становника је 4.959, што је 365 (-6,9%) становника мање него 2000. године.
| Група             | 2000.         | 2010.         |
| Белци             | 5.197 (97,6%) | 4.745 (95,7%) |
| Афроамериканци    | 4 (0,1%)      | 10 (0,2%)     |
| Азијати           | 12 (0,2%)     | 10 (0,2%)     |
| Хиспаноамериканци | 61 (1,1%)     | 132 (2,7%)    |
| Укупно            | 5.324         | 4.959         |